# 1924
Cette page concerne l'année 1924 (MCMXXIV en chiffres romains) du calendrier grégorien.
L'année 1924 est une année bissextile qui commence un mardi.

## En bref
- 21 janvier : mort de Lénine.
- 25 janvier : alliance franco-tchécoslovaque.
- 5 juillet : révolte Paulista.
- 24 juillet : plan Dawes.
- 2 octobre : le protocole pour le règlement pacifique des différends internationaux est adopté par la SDN. Il est abandonné après son rejet par les Britanniques le 12 mars 1925[1].
- 13 octobre : les forces d’Ibn Sa’ud entrent à La Mecque.

## Événements

### Afrique
- 1er janvier : la ligne ferroviaire Kayes-Niger est raccordée à Dakar[2].
- 25 janvier : Renault lance une expédition automobile à travers le Sahara de Colomb-Béchar à Bourem, sur le Niger[3].
- 26 février : Henri Terrasson de Fougères est titularisé comme gouverneur du Soudan français, poste qu’il occupe par intérim depuis le 20 août 1921 (fin en 1931)[4].
- 8 avril : Industrial Conciliation Act en Afrique du Sud (1924, 1937, 1956) : lois sur l’emploi des mineurs instituant des quotas et des emplois réservés aux Blancs[5].
- 22 mai : création à Paris de la Ligue universelle de défense de la race noire[6] (Marc Tovalou-Quenum, dit Kodjo Houenou, et René Maran).
- 17 juin : défaite du parti sud-africain aux Élections générales sud-africaines face à la coalition du parti national et du parti travailliste[7].
- 30 juin : James B. Hertzog devient Premier ministre d’Afrique du Sud et forme un gouvernement de coalition (fin le 5 septembre 1939)[8]. Il mène une politique ségrégationniste.

- 15 octobre : lettre du Père Dufontenyen, missionnaire rédemptoriste, publiée dans le Bulletin de la Ligue pour la protection de l’évangélisation des Noirs, qui accuse les kimbanguistes de vouloir débarrasser le Congo de l’occupation belge ; une campagne de presse se déclenche et aboutit à la répression du kimbanguisme à partir de 1925[9].

- 28 octobre, Colomb-Béchar : début de la Croisière noire. Citroën lance une expédition en autochenilles entre l’Afrique du Nord et Madagascar (fin le 26 juin 1925)[10].

- Grève dans les mines d’or d’Obuasi, en pays Ashanti (Gold Coast)[11].

### Amérique
- 28 février : guerre civile au Honduras à la suite de l’annonce du président Rafael López Gutiérrez de contester les élections de 1923 et de rester au pouvoir jusqu’à la tenue d’un nouveau scrutin. Intervention américaine. Un accord est conclu le 28 avril avec la médiation américaine[12].
- 1er mars : catastrophe de Nixon Nitration Works à Edison (New Jersey)[13].
- 17 mars : intervention américaine au Honduras. Tegucigalpa est occupée le 19 mars par 167 marines et 9 officiers débarqués pour protéger la légation américaine[14].
- 23 avril : Inauguration de l'exposition française au Grand Central Palace de New York par Jean Jules Jusserand[15].
- 7 mai : fondation à Mexico par le péruvien en exil Víctor Raúl Haya de la Torre de l’Alliance populaire révolutionnaire américaine (Alianza Popular Revolucionaria Americana, APRA) autour des problèmes liés à l’accaparement de la terre par les latifundia et à la question de la place des indiens[16].
- 5 juillet, Brésil : révolte Paulista. La crise économique aboutit à une large révolte militaire, qui démarre à São Paulo puis s’étend dans le pays et débouche sur 6 mois de troubles populaires[17].
- 6 juillet : Plutarco Elías Calles est élu président de la République du Mexique ; il prend ses fonctions le 1er décembre (fin en 1928)[18].
- 12 juillet : Horacio Vásquez est élu président de la République dominicaine[19].

- 20 août : le traité Victoria-Vélez délimite la frontière entre la Colombie et le Panama[20].

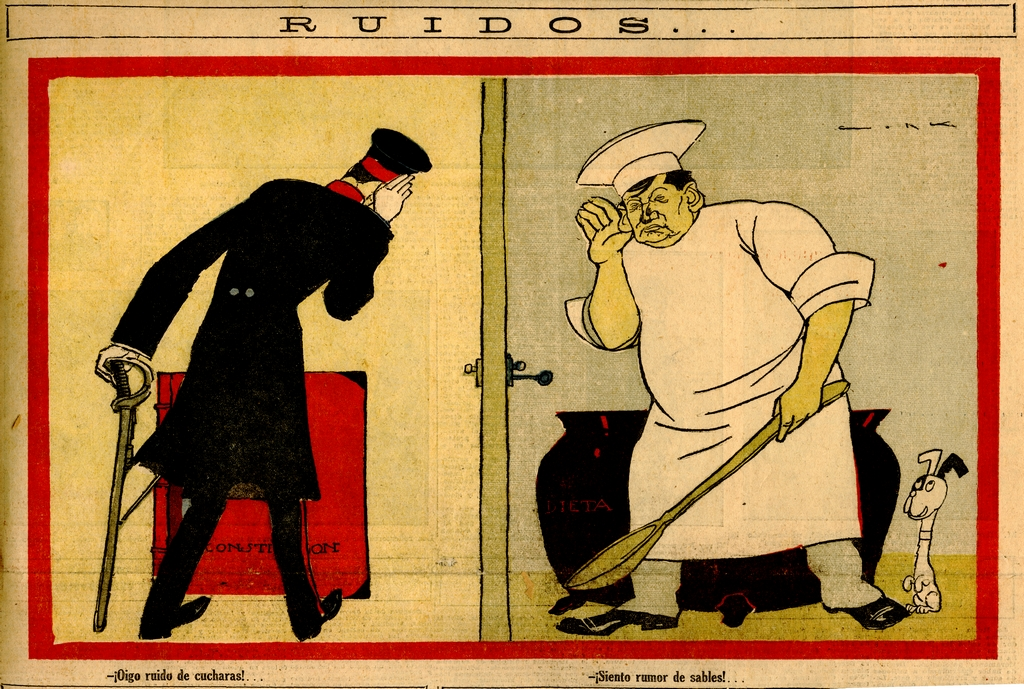
Caricature d’Arturo Alessandri lors du Ruido de sables.

- 4 septembre, Chili : Ruido de sables. À l’appel du président Alessandri, l’armée impose au Congrès un calendrier de réformes, puis s’empare du pouvoir le 11 septembre (Junte de Septembre, fin le 23 janvier 1925)[21].
- 18 septembre : fin de la première occupation de la République dominicaine par les États-Unis[22].

- 4 novembre : le républicain Calvin Coolidge est réélu président des États-Unis[23].

### Asie et Pacifique

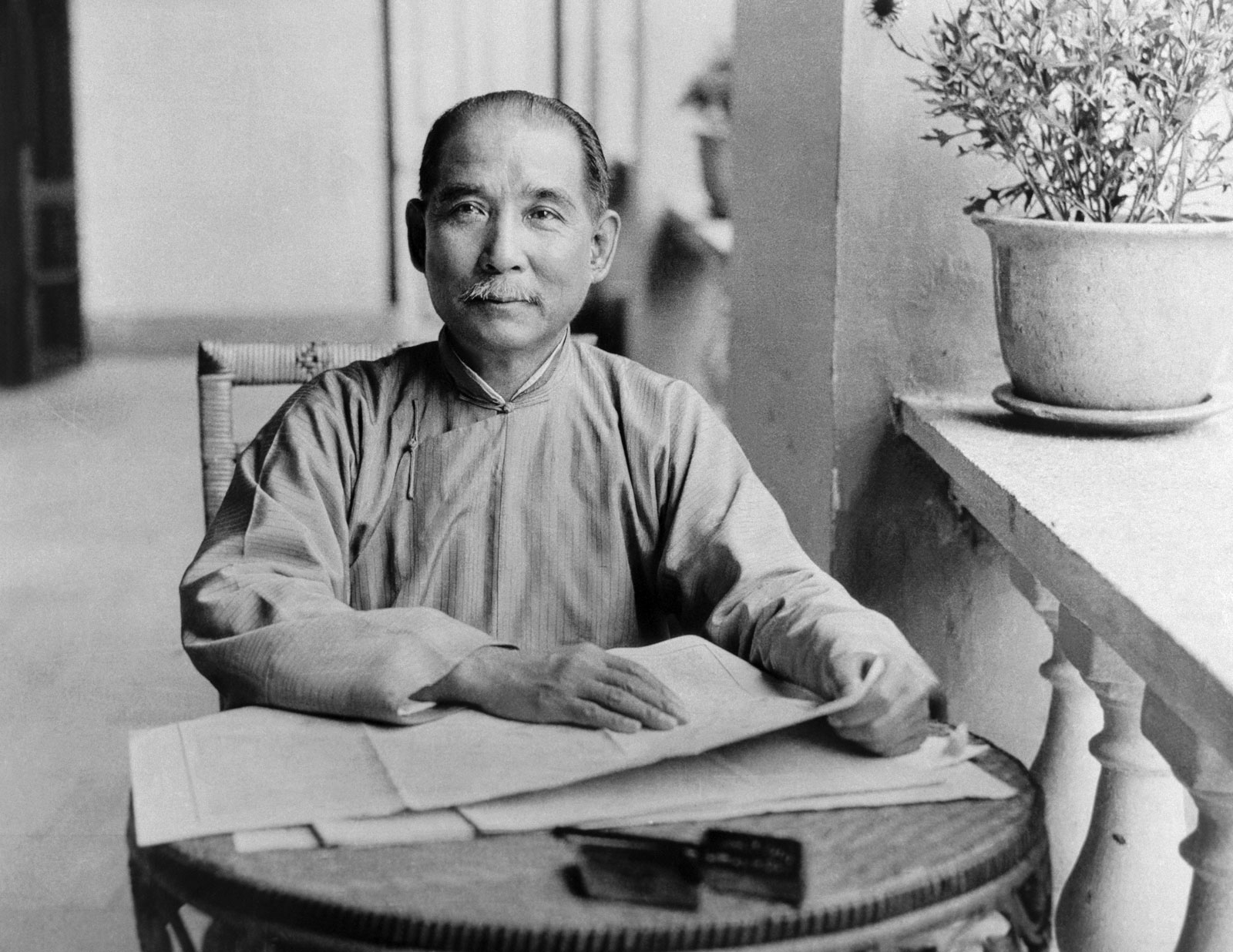
Sun Yat-sen à Canton en 1924

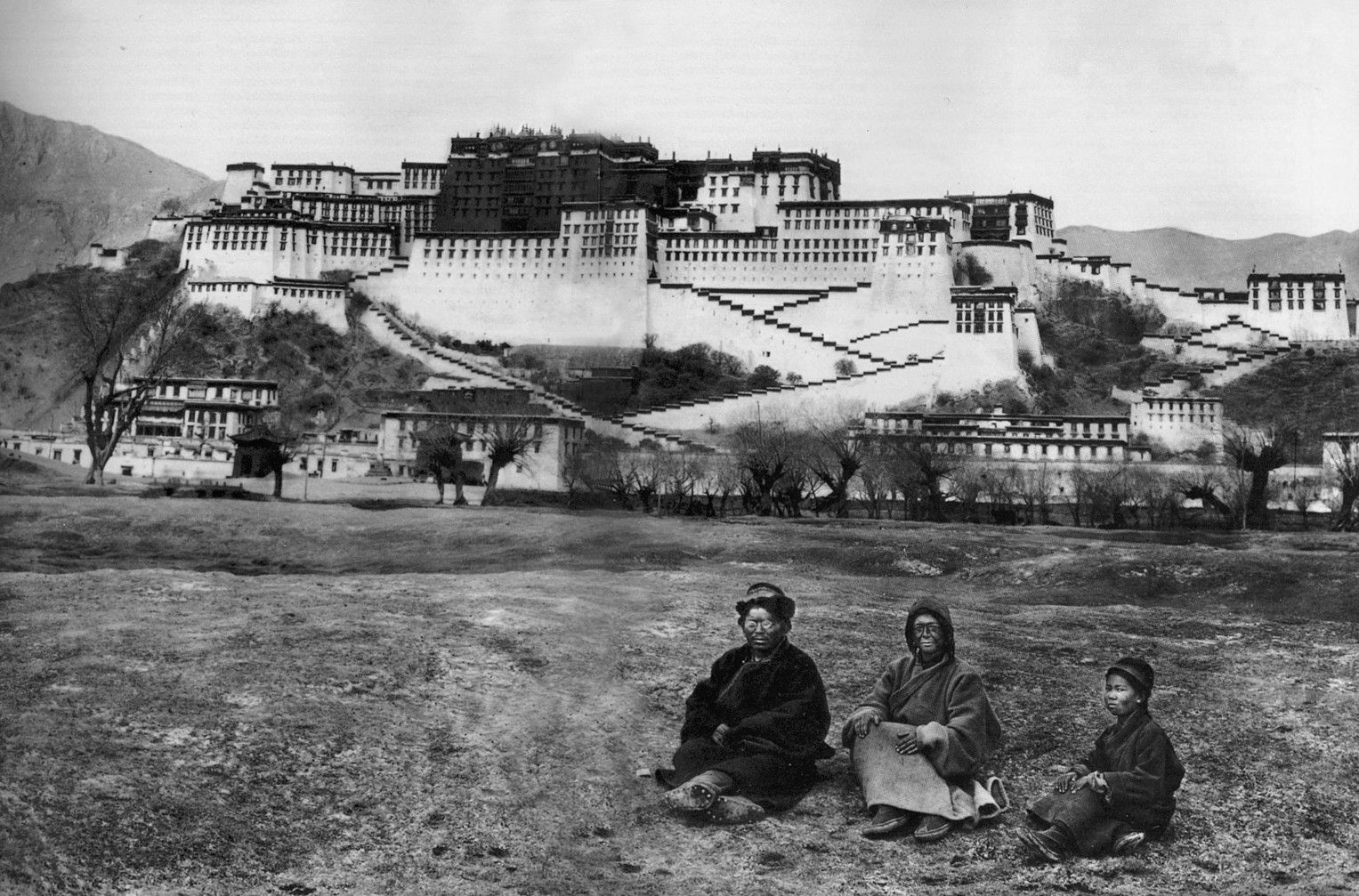
Alexandra David-Néel (au centre) en compagnie de Yongden (à gauche) devant le Potala en 1924.

- 20-30 janvier : congrès de réorganisation du Guomindang à Canton ; il accueille les membres du parti communiste chinois dans un Premier front uni[25].
- 27 janvier-2 mars : série de discours de Sun Yat-sen proclamant les Trois principes du peuple (nationalisme, démocratie, bien-être) et la Constitution des cinq pouvoirs (Yuans)[26].

- 28 janvier, Tibet : l’exploratrice française Alexandra David-Néel est la première européenne à entrer dans Lhassa[27]. Elle connaît un grand succès en publiant en 1927 Voyage d'une Parisienne à Lhassa.

- 11 - 28 mai : grande éruption du Kīlauea, 1 mort[28].
- 24–25 mai, Inde britannique : session annuelle de la Ligue musulmane à Lahore qui réclame plus d’autonomie pour les provinces à majorité musulmane[29].
- 31 mai : traité normalisant les relations entre le gouvernement de la République de Chine de Pékin avec l’Union soviétique[30].

- 8 juin : disparition de George Mallory et d’Andrew Irvine sur l’Everest[31].

- 15 septembre, Chine : début de la seconde guerre Zhili-Fengtian[32].

- 11-18 octobre : crue du fleuve Jaune[33].
- 14 octobre : création de la « Région (oblast) autonome des Kara-Kirghiz » au sein de la République socialiste fédérative soviétique de Russie, rebaptisé Kirghizistan en mai 1925[34].
- 23 octobre, Chine : coup de Pékin. Cao Kun et Wu Peifu sont mis à mal par le dictateur de Mandchourie Zhang Zuolin et le « général chrétien » Feng Yuxiang qui tente de s’installer à Pékin[32].
- 27 octobre : création de la république socialiste soviétique du Turkménistan et de la république socialiste soviétique (RSS) d’Ouzbékistan[35], la dernière réunissant les territoires de l’ancienne RSSA du Turkestan et des républiques soviétiques de Khiva et de Boukhara. Le Tadjikistan devient une République autonome à l’intérieur de la RSS des Ouzbeks.

- 2 novembre : démission de Cao Kun, remplacé par Huang Fu comme président de la République de Chine par intérim à Pékin, puis Duan Qirui devient Chef exécutif provisoire de la République de Chine le 24 novembre ; le pouvoir réel est aux mains de Feng Yuxiang et Zhang Zuolin[32]
- 26 novembre : la mort du Bogdo Khan, dernier Bogdo Gegen, le 20 mai, permet au Grand Khoural mongol de proclamer la République populaire mongole. Ourga est rebaptisée Oulan-Bator (la ville du Héros rouge)[36]. Les dirigeants de la nouvelle république s’alignent sur l’Union soviétique.
- 28 novembre : Sun Yat-sen prononce à Kobe un discours en faveur du « grand asiatisme »[37], fondé sur une alliance entre la Chine et le Japon. De retour en Chine le 31 décembre, il meurt le 12 mars 1925. Il est remplacé par son lieutenant Wang Jingwei, qui doit lui-même compter avec le chef militaire Tchang Kaï-chek[32].

- 26 - 27 décembre, Inde : session du Parti du Congrès à Belgaum[38].

### Proche-Orient

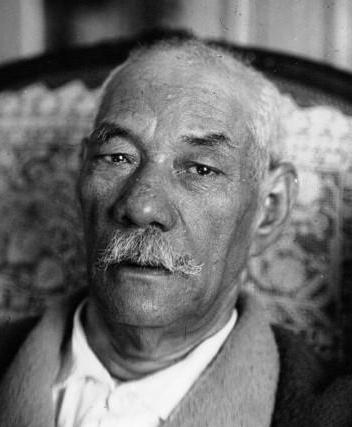
Saad Zaghloul en 1924

- 12 janvier : victoire du Wafd aux premières élections législatives en Égypte[39]. Il remporte 195 des 214 sièges à pourvoir. Saad Zaghloul devient Premier ministre.
- 3 mars : abolition de l’institution caliphale par Mustapha Kemal, président de Turquie[39].
- 7 mars : Hussein, chef des Hachémites, se proclame calife. Abdelaziz Ibn Sa’ud laisse l’Ikhwan lancer ses raids dans le Hedjaz. Bien que tentant une médiation, les Britanniques abandonnent progressivement Hussein, jugé trop intransigeant et refusant de ratifier les traités de paix organisant le Moyen-Orient. En juin, les saoudiens dénient publiquement à Hussein toute prétentions califale et se présentent comme les exécutants du monde arabe et musulman pour le châtier. L’offensive est déclenchée le 29 août[40].

- 23 juin : le Premier ministre égyptien Saad Zaghloul pacha déclare devant le Parlement que le Soudan est une partie indivisible du Royaume d’Égypte[41].

- 9 août : mutinerie des troupes égyptiennes à Khartoum et à Atbara au Soudan[42]. Elle est durement réprimée par les Britanniques, qui refusent désormais la présence égyptienne au Soudan et revendiquent la protection exclusive du pays. En revanche, l’État égyptien est tenu de participer financièrement aux frais d’occupation.

- 8 septembre : le projet Nansen, prévoyant l’établissement dans la région de Sardarapat, en Arménie soviétique de 50 000 réfugiés, est présenté lors la cinquième Assemblée de la Société des Nations et une résolution est adoptée le 25 septembre[43]. Il sera abandonné en 1929.

- 3 octobre : Hussein abdique[40].
- 16 octobre : les forces wahhabites d’Ibn Sa’ud entrent à La Mecque et contraignent Hussein à l’exil[40].
- 24 octobre : la province (oblast) autonome du Turkménistan devient la République socialiste soviétique autonome (RSSA) du Turkménistan[44].

- 23 novembre, Égypte : à la suite de l’assassinat au Caire du gouverneur du Soudan sir Lee Stack le 19 novembre, la Grande-Bretagne contraint Saad Zaghloul pacha à démissionner. Ahmed Ziwar (en) pacha lui succède comme Premier ministre. Le roi Fouad Ier dissout la chambre le 25 novembre et tente de faire pression sur les électeurs pour obtenir la défaite du Wafd aux élections de 1925[39],[42].
- 27 novembre : répression sanglante d’une mutinerie des troupes soudanaises de l’armée égyptienne de Khartoum par les troupes britanniques[42].

- 5 décembre : les États de Damas et d’Alep fusionnent et prennent le nom de « État de Syrie », englobant également le sandjak d’Alexandrette, tandis que le territoire alaouite se retire[45]. Les régions orientales de la Syrie (Euphrate) restent sous administration directe française (Contrôle bédouin).

### Europe

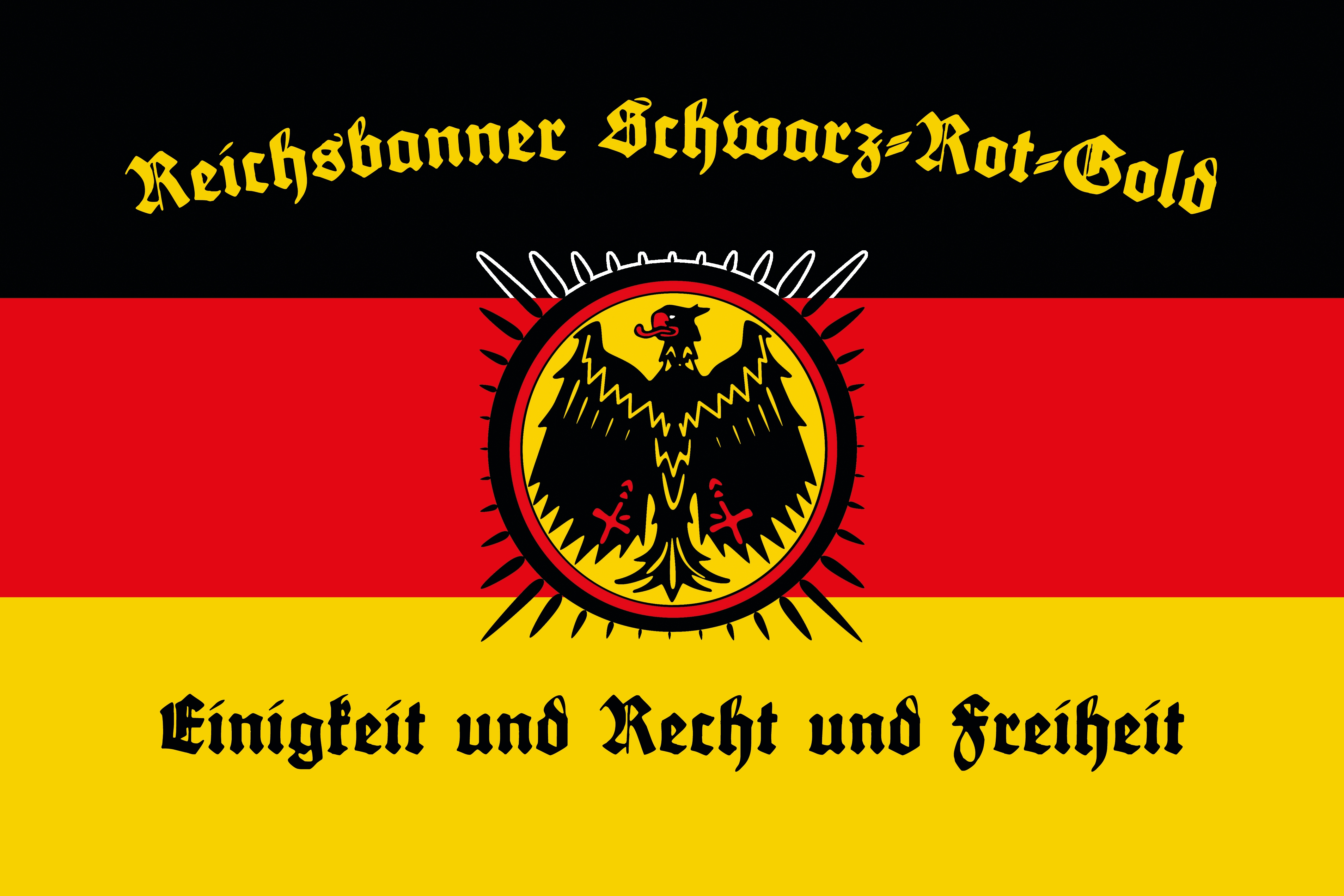
22 février : Reichsbanner Schwarz-Rot-Gold

- 14 janvier - 9 avril : première réunion du comité Dawes pour les dettes allemandes. Réduction des dommages de guerre dus par l’Allemagne[46].
- 22 janvier : ministère travailliste minoritaire de James Ramsay MacDonald, Premier ministre du Royaume-Uni, avec le soutien sans participation des libéraux[47] (fin le 4 novembre). Il est le premier gouvernement à compter une femme, Margaret Bondfield[48].
- 25 janvier : alliance franco-tchécoslovaque[49].
- 27 janvier : traité de Rome sur la question de Fiume qui est annexée par l’Italie le 16 mars[50].

- 22 février, Allemagne : fondation de la formation de combat socialiste, Bannière d’empire (Reichsbanner Schwarz-Rot-Gold), destinée à s’opposer au Casque d’acier et au SA[51].
- 23 février : loi sur la nationalité roumaine[52].

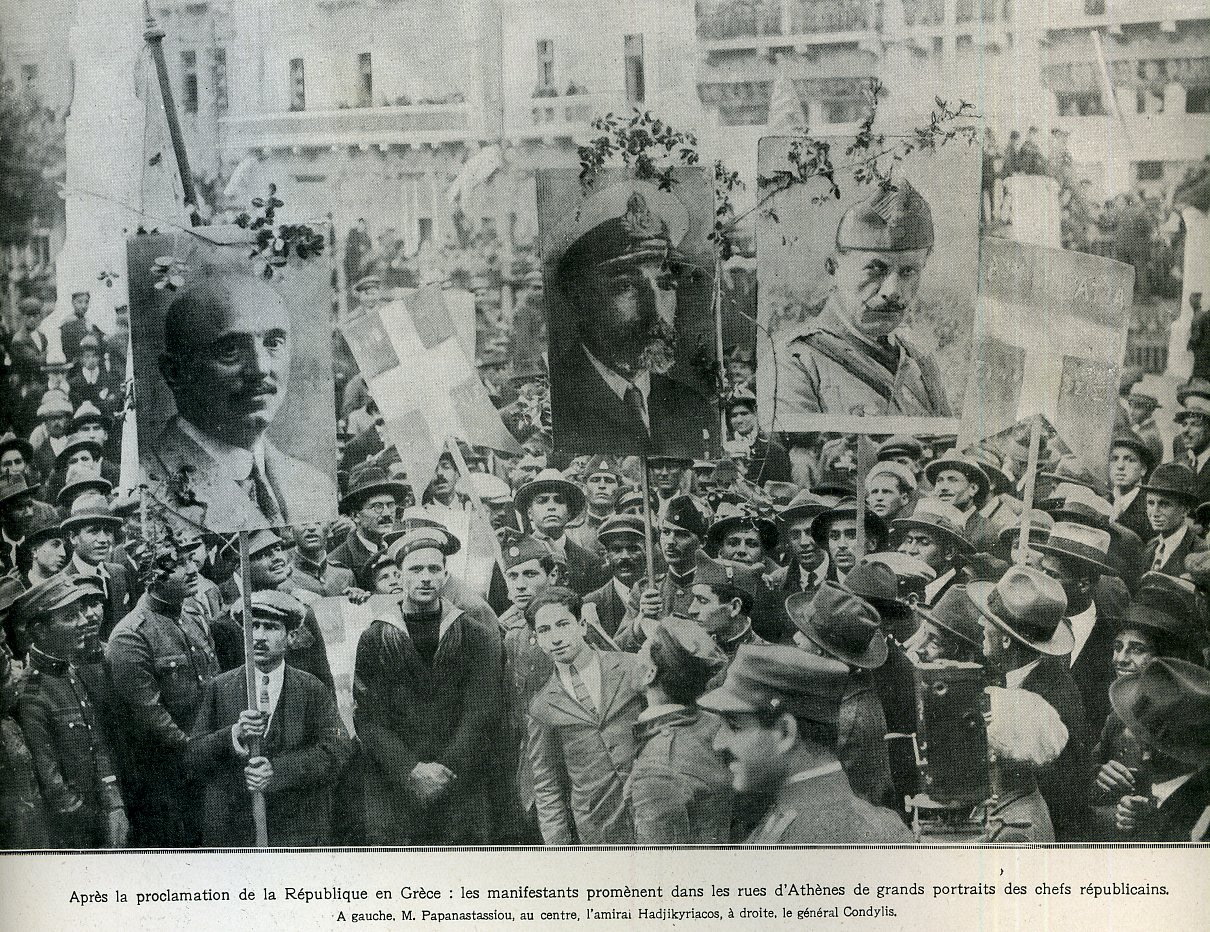
25 mars : manifestations dans les rues d’Athènes après la proclamation de la Deuxième République hellénique

- 25 mars : proclamation de la république par le parlement grec pendant l’absence du roi Georges II[53]. Début d’une période chaotique et de coups d’État militaires.
- 29 mars : concordat entre la Bavière et le Vatican[54].

- 1er avril : condamnation d’Adolf Hitler à cinq ans de forteresse, à la suite du putsch de la brasserie[55]. Au cours de sa captivité qui ne dure que neuf mois (il est amnistié par le gouvernement bavarois le 20 décembre), il commence la rédaction de son manifeste Mein Kampf (Mon combat) qui paraîtra en 1925.
- 6 avril : loi Mârzescu. Interdiction du Parti communiste roumain[56]. Il reste dans l’illégalité jusqu’en 1944.
- 13 avril : référendum grec qui légitime la deuxième République hellénique[53].
- 14 avril, Espagne : création de l’union patriotique pour regrouper les sympathisants du régime du dictateur Primo de Rivera[57].

- 4 mai : élections législatives allemandes. Le NSDAP entre au Reichstag. Wilhelm Marx (Zentrum) forme un nouveau gouvernement le 3 juin[55].

- 24 juin, Hongrie : le gouvernement d’István Bethlen obtient de la SDN un prêt de 250 millions de couronnes or[58].

- 4 juillet : loi minière en Roumanie[59]. Nationalisation des parts allemandes. L’État roumain devient le principal propriétaire des champs de pétrole (60 %).
- 6 juillet : gouvernement de Alfredo Rodrigues Gaspar au Portugal (15 février 1925)[60].
- 16 juillet - 16 août : conférence de Londres. Ramsay MacDonald obtient le retrait des Français de la Ruhr et leur acceptation du plan Dawes sur les réparations allemandes[61].
- 25 juillet : traité de commerce entre l’Allemagne et l’Espagne[62].

- 30 août : lois monétaires en Allemagne ; adoption du Reichsmark[63].
  - Redressement économique de l’Allemagne (1924-1929). Assainissement et rationalisation de l’industrie. En février, le gouvernement impose une revalorisation des anciens titres, ce qui est en réalité, une véritable banqueroute. En avril, la Reichsbank refuse tout nouveau crédit, ce qui oblige les industriels et les commerçants à rapatrier leurs avoirs de l’étranger. Le 30 août, le Rentenmark est remplacé par le Reichsmark (RM), gagé sur l’or. Ces mesures radicales ont ruiné une partie importante de la population.

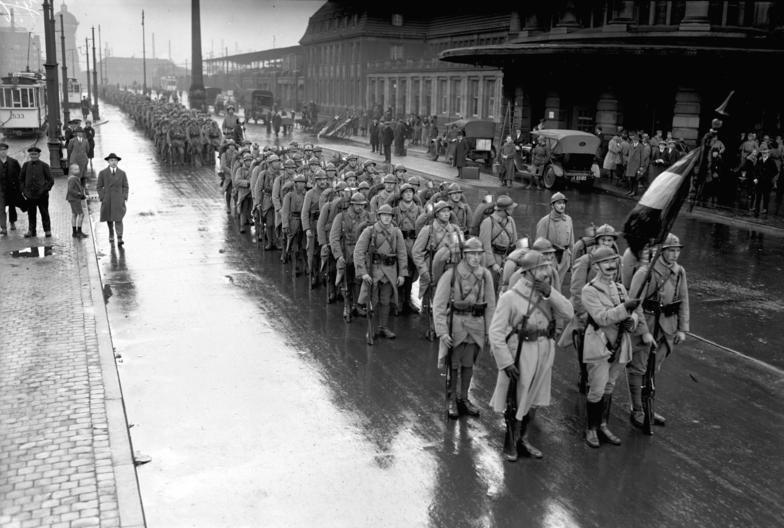
Retrait des forces françaises de Dortmund en octobre après l’occupation de la Ruhr.

- 1er septembre : entrée en vigueur du plan Dawes rééchelonnant le paiement des réparations par l’Allemagne sur cinq ans, les troupes belges et françaises évacuent la Ruhr[46]. L’Allemagne verse entre 7 et 8 milliards de marks entre 1924 et 1928 mais bénéficie d’emprunts et d’investissement américains considérables (25 milliards).

- 25 octobre : publication dans le Daily Mail de la lettre Zinoviev, datée du 15 septembre, interceptée par les services secrets britanniques[64]. Le président du Komintern encourage les travailleurs britanniques à faire la révolution.
- 29 octobre : victoire des conservateurs aux élections d’octobre au Royaume-Uni avec 419 sièges (151 travaillistes, 40 libéraux)[47].
- 4 novembre : début du ministère conservateur de Stanley Baldwin, Premier ministre du Royaume-Uni (fin en juin 1929)[65].

- 22 novembre : gouvernement de José Domingues dos Santos au Portugal (15 février 1925)[60].
- 2 décembre : traité de commerce entre l’Allemagne et la Grande-Bretagne[66].
- 7 décembre : élections législatives allemandes[55].

#### Union soviétique

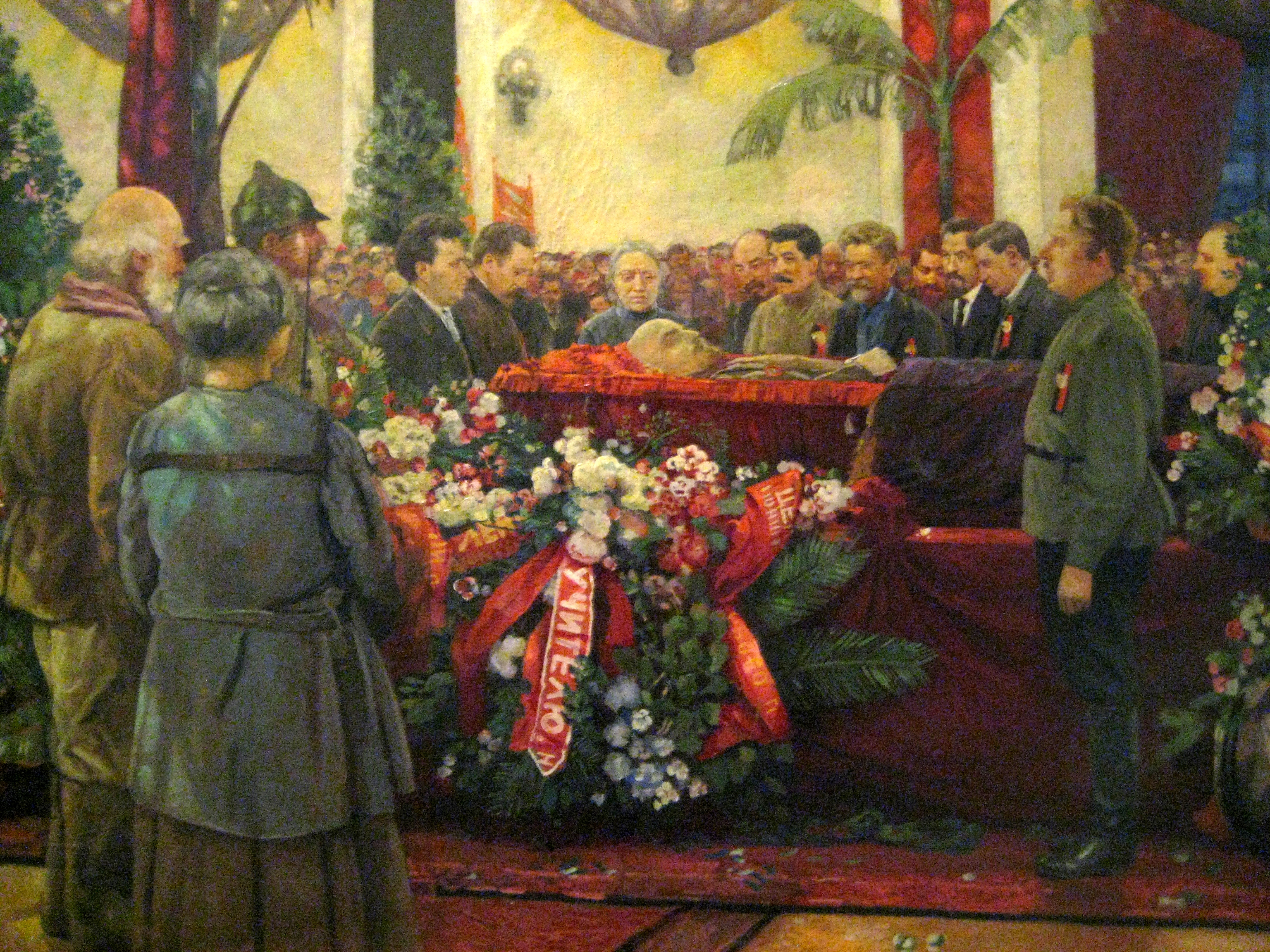
21 janvier : mort de Lénine. Les funerailles, vues par Isaak Brodsky (détail).

- 21 janvier : mort de Lénine à Gorki[55].
- 31 janvier : la nouvelle Constitution de l’URSS est ratifiée[67]. Elle consacre, du point de vue formel, l’union de Républiques égales en droit et souveraines. Le gouvernement central garde le contrôle des affaires étrangères, de la défense et de la planification économique.
- 22 - 31 mai : condamnation par le XIIIe congrès du PCUS des thèses de Léon Trotski[68].
- 28 août - 6 septembre : soulèvement d’août en république socialiste soviétique de Géorgie contre la domination soviétique[69].
- 12 octobre :
  - La Pravda annonce la parution des Leçons d’Octobre de Trotski, qui accusent Grigori Zinoviev et Lev Kamenev d’avoir trahi la révolution[70].
  - République socialiste soviétique autonome (RSSA) de Moldavie créée sur le territoire de l’Union soviétique, à la frontière avec la Roumanie avec pour capitale la ville ukrainienne de Balta[71].
- 28 octobre : la France reconnaît de jure l’Union soviétique. La Grande-Bretagne (2 février), l’Italie (7 février) et d’autres pays européens reconnaissent également l’URSS[72].
- 20 décembre : dénonçant l’idée de révolution permanente défendue par Trotski, Staline lance le slogan de l’édification du socialisme dans un seul pays[73].

## Décès en 1924

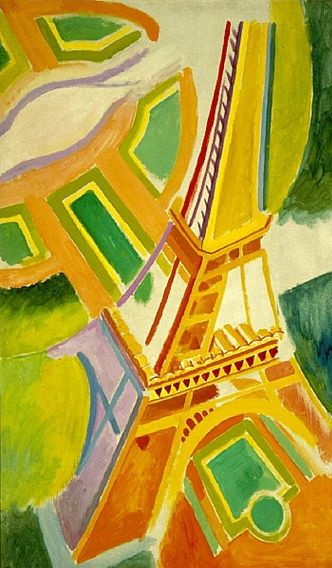
Tour Eiffel, de Robert Delaunay.La peinture en 1924 sur Commons